# Unterrohn
Unterrohn ist ein Ortsteil der Stadt Bad Salzungen im Wartburgkreis in Thüringen.

## Geografie
Der Ort Unterrohn befindet sich am rechten Ufer der Werra, an der Einmündung des Rohrgraben. Der Ort liegt etwa zwei  Kilometer Luftlinie nordnordwestlich von Bad Salzungen und zwei Kilometer östlich von Tiefenort.  Durch Unterrohn fließt der Rohrgraben als westlicher Abfluss des einstigen Moores im Moorgrund. Die geographische Höhe des Ortes beträgt 237 m ü. NN.

## Geschichte
Die Entstehung der sechs Rohnhöfe und des Röhrigshofes geht auf die Rodungsherrschaft der Herren von Frankenstein zurück, welche am südlichen und westlichen Rand des Moorgrundes eine beträchtliche Anzahl Höfe anlegen ließen.  Im Jahr 1330 sahen sich die bereits hoch verschulden Frankensteiner gezwungen ihre umfangreichen Besitzungen zu veräußern (Frankensteiner Verkaufsbrief).
Während Oberrohn und Mittelrohn in der Folgezeit zum Kloster Allendorf und mit diesem später zum sachsen-meiningischen Amt Salzungen gehörten, war Unterrohn seit 1259 ein Hof auf dem Grund des Klosters Frauensee. 1603 war der Besitzer des Gutshofes zu Unterrohn der Hofmann Elias Hombergh zu Kassel, der in amtlichen Schriften der „Hessenhof“ genannt wird.
Mit dem Amt Frauensee kam Unterrohn nach der Reformation an die Landgrafschaft Hessen-Kassel, zwischen 1807 und 1813 unter französische Besatzung und 1816 an das Großherzogtum Sachsen-Weimar-Eisenach. Danach war es großherzogliches Kammergut, das man nach 1917 u. a. auch an die Bewohner Unterrohns aufgeteilte.

## Verkehr

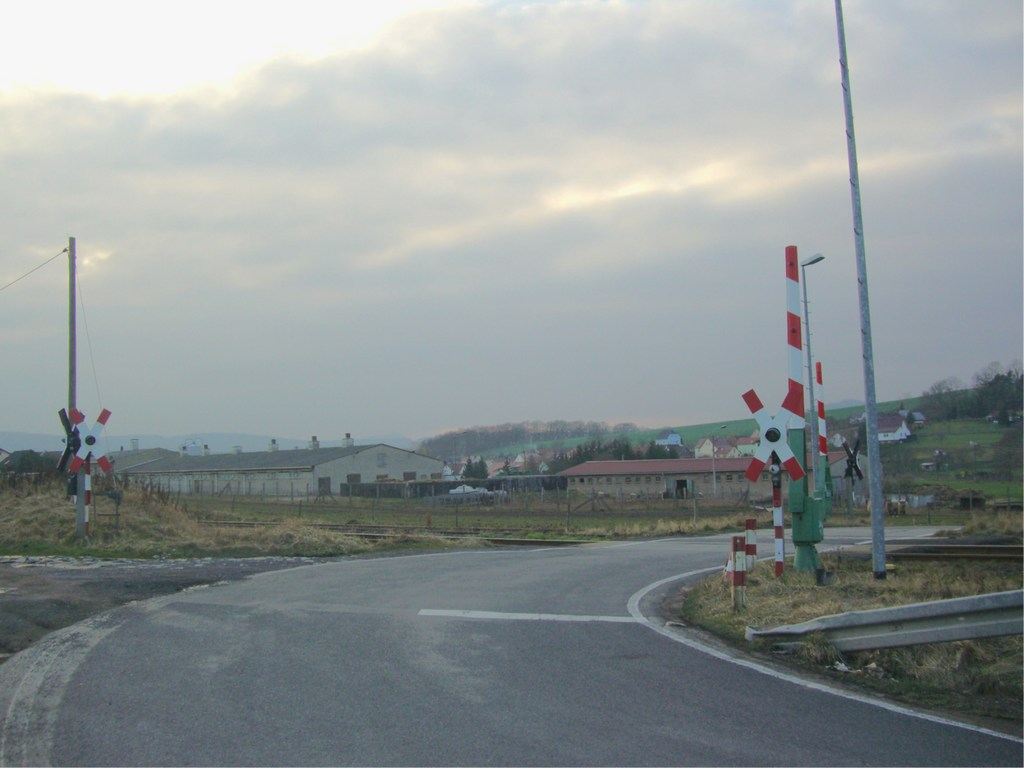
Bahnübergang nahe Unterrohn

Die nächstgelegene Anschlussstelle (Gerstungen) der A 4 befindet sich 22 Kilometer entfernt. Durch den Ort verläuft die Kreisstraße K 97.
Unterrohn besitzt keinen Haltepunkt. Am östlichen Ortsrand befindet sich der Gleiskörper, südlich folgt ein Viadukt und die Werrabrücke der Bahnstrecke Eisenach–Lichtenfels. Dahinter befand sich eine Verbindungskurve zur Bahnstrecke Bad Salzungen–Unterbreizbach.

## Kultur und Sehenswürdigkeiten
- Die Burgstelle Schlösschen am Weg nach Tiefenort ist ein Bodendenkmal.
- Unweit der Zeppelinkiefer endete am 20. Oktober 1917 die Rückreise des Marine-Luftschiffs L 55 von einem Kampfeinsatz im Ersten Weltkrieg.